# Wladimiro Ganzarolli
Wladimiro Ganzarolli (Venècia, 9 de gener de 1932 - 14 de gener de 2010) va ser un cantant d'òpera italià baix-baríton, especialment associat als rols de Mozart i Rossini.

## Biografia
Nascut a Piacenza d'Adige, va estudiar al Conservatori Benedetto Marcello de Venècia amb Iris Adami Corradetti. Va debutar al Teatre Nuovo de Milà com a Mephisto a Faust el 1958 i el mateix any va cantar en tres concerts per al Teatre La Fenice. L'any següent, va aparèixer al Festival dei Due Mondi a Le Duc d'Albe de Donizetti. A la "Piccola Scala" l'any 1960 va ser el jutge a Der Revisor de Werner Egk, el mateix any va fer la seva primera aparició al "Teatro alla Scala" a la Missa de Divendres Sant de Giorgio Federico Ghedini amb Adriana Lazzarini i el gener de 1961 va estar a la "Piccola Scala" en el paper del Conte a l'estrena de Nina, o (Nina o la pazza per amore) de Paisiello amb Graziella Sciutti, Luigi Alva i Rolando Panerai.
Va fer el seu debut operístic al "Teatro alla Scala" el març de 1961 com a Raito a l'estrena mundial de Il calzare d'argento d'Ildebrando Pizzetti amb Giuseppe di Stefano i Panerai, a l'abril és Bottom a l'estrena dA Summer Night's Dream de Benjamin Britten amb Carlo Cava i Gabriella Tucci, al juny L'arquebisbe de Reims/El bisbe de Beauvais/El podestà de Rouen a l'estrena de Joana d'Arc de Marco Enrico Bossi amb Raina Kabaivanska i al desembre Sir John a Falstaff de Verdi a la primera amb Panerai, Alfredo Kraus, Ivo Vinco, Tucci, Renata Scotto, Fedora Barbieri i Fiorenza Cossotto, l'any 1962 al febrer, Don Parmenione a l'estrena de L'occasione fa il ladro de Rossini amb Cossotto i Pantalone a Turandot de Ferruccio Busoni amb la Kabaivanska i Panerai, al maig va participar en l'estrena de Les Huguenots de Meyerbeer, com Il Conte di Nevers amb Joan Sutherland, el Simionato, Nicolai Ghiaurov i Cossotto i al desembre en l'estrena de Semiramide (Rossini), com a Assur amb Sutherland i Simionato, el gener de 1963 Il Kenita Hèver a l'estrena de Debora e Jaele de Pizzetti amb Barbieri, Clara Petrella i Lazzarini, al març Leporello a l'estrena de Don Giovanni (òpera) amb Ghiaurov, Leontyne Price, Alva, Elisabeth Schwarzkopf, Mirella Freni i Panerai, al juny Alì Babà a l'estrena dAlì Babà de Luigi Cherubini amb Kraus, el 1964 al gener l'orfebre de Cardillac a l'estrena de Cardillac de Paul Hindemith, al març el Doctor Dulcamara a l'estrena de L'elisir d'amore amb Freni, Di Stefano i Panerai i Don magnifico a l'estrena de La Cenerentola amb Panerai i Simionato, a l'abril Figaro a l'estrena de Les noces de Fígaro amb Sesto Bruscantini, Freni i Cossotto, el 1965 Guglielmo a l'estrena de Così fan tutte amb Alva i Bruscantini, el 1967 l'oncle Salvatore a l'estrena de La vida breve i substitueix Ghiaurov en el paper de Mefistofele a Faust dirigit per Georges Prêtre i el 1968 és el sergent Sulpizio a la prima de La Fille du régiment amb Luciano Pavarotti i Freni.
El 1960 va ser Colline a La bohème al Teatre Verdi (Trieste) i el Rei a Aïda a l'Arena de Verona amb Simionato, Cossotto, Carlo Bergonzi i Vinco. Va cantar molt a Itàlia a ciutats com Verona, Roma, Florència, Venècia, Torí, Bolonya i Nàpols.
El novembre de 1964 inicià una llarga col·laboració amb la "Wiener Staatsoper", debutant com a Leporello a Don Giovanni i al cap d'uns dies Figaro a Les noces de Fígaro, paper que serà el més representat a Viena amb 45 representacions fins al 1972 i apareixent a 1965. Ferrando a Il Trovatore i Colline a La bohème amb Wilma Lipp, el 1966 Sir John a Falstaff amb Panerai i Baron Scarpia a Tosca amb Gianfranco Cecchele, el 1967 Escamillo a Carmen, Alfio a Cavalleria rusticana i Méphistophélès a Faust, el 1969 Ottone a L'incoronazione di Poppea i el 1971 Graf Des Grieux a Manon de Massenet. En total, Ganzarolli va participar en 139 representacions vieneses.
El 1965 va ser Fígaro a Les noces de Fígaro al "Teatro dell'Opera" de Roma amb Sciutti dirigida per Carlo Maria Giulini. El 1965 va debutar a la "Royal Opera House" a Londres com a Fígaro a The Marriage of Figaro dirigida per Colin Davis, el 1968 va ser Guglielmo a Cosi fan tutti amb Lucia Popp dirigida per Georg Solti i el 1969 Leporello a Don Giovanni amb Tito Gobbi. El 1968 és Sir John Falstaff en la represa al Teatre Donizetti de Bèrgam amb Adriana Lazzarini.
També va actuar a 'Òpera de Montecarlo, al Gran Teatre del Liceu de Barcelona, al Teatro Nacional de São Carlos de Lisboa, al Teatro Colón de Buenos Aires i a l'Òpera de Dallas. A l'Òpera de Chicago el 1974 és Don Pasquale amb Kraus i Ileana Cotrubaș.
De nou al Teatre La Fenice el 1975 és Don Pasquale i Sulpizio a La filla del regiment amb Kraus, Freni i Angelo Nosotti, el 1978 Figaro a Les noces de Fígaro, el 1979 Don Alfonso a Così fan tutte, que és l'escola. dels enamorats i el 1980 Papageno a La flauta màgica amb Cesare Siepi.
Tot i que va cantar un ampli ventall de papers, Mozart i Rossini van estar sempre al centre del seu repertori on el seu talent còmic, la seva veu àmplia i la seva dicció clara es van mostrar notablement com Figaro, Leporello, Guglielmo a Così fan tutte, Mustafa a L'italiana in Algeri, Selim a Il turco in Itàlia i Dandini a La Cenerentola. També va tenir un èxit considerable com Ottone a L'incoronazione di Poppea de Monteverdi.
Morí als 78 anys al Piemont i estava casat amb Helga Schmidt (1941-2019), ex-intendent del Palau de les Arts de València.